# Giuseppe Campione
Giuseppe Campione (Santa Lucia del Mela, 16 d'agost de 1935) és un polític sicilià. Treballà com a professor a la Universitat i el 1954 fou dirigent de la secció de la Democràcia Cristiana Italiana a Messina. El 1962 fou assessor de la província de Messina i a les eleccions regionals de Sicília de 1981, 1986 i 1991 fou elegit diputat a l'Assemblea Regional Siciliana per la DCI per la circumscripció de Messina. Exponent de l'ala esquerrana de la DCI, fou president de la Comissió Regional Antimàfia i també president regional del 16 de juliol de 1992 al 21 de desembre de 1993, poc després de l'assassinat del jutge Giovanni Falcone a Capaci. A les eleccions de 1996 no es va presentar i continuà la seva tasca docent com a professor de geografia econòmica i política a la Universitat de Messina.
| Precedit per: Vincenzo Leanza | Presidents de Sicília 1992 - 1993 | Succeït per: Francesco Martino |